# Héctor Jesús Martínez
Héctor Jesús Martínez, soprannominato El Negro (Buenos Aires, 30 settembre 1947), è un allenatore di calcio ed ex calciatore argentino, di ruolo centrocampista.

## Carriera

### Calciatore

#### Club
Cresciuto nel Racing Club, dopo un passaggio senza presenze agli spagnoli dell'Atlético Madrid, nel 1967 si trasferisce negli Stati Uniti d'America per giocare nel Baltimore Bays, con cui dopo aver vinto la Eastern Division della NPSL, raggiungendo la finale della competizione, poi persa contro gli Oakland Clippers.
L'anno dopo passa ai Washington Darts con cui vince l'American Soccer League 1968.
Nel 1969 torna al Baltimore Bays, con cui chiude la North American Soccer League 1969 al quinto ed ultimo posto.
Nel 1969 torna in patria per giocare nel Newell's Old Boys, con cui disputa quattro campionati nella massima serie argentina, ottenendo come miglior piazzamento il terzo posto nel Campionato Metropolitano della Primera División 1970.
Nel 1972 torna negli Stati Uniti per giocare nei Baltimore Stars, nuova incarnazione dei Bays militante nell'American Soccer League.
L'anno dopo torna in patria per giocare nell'Independiente, con cui ottiene il quarto posto nel Campionato Metropolitano della Primera División 1973.  Nella stessa stagione il suo club si aggiudica la Coppa Libertadores 1973, sconfiggendo nelle tre finali i cileni del Colo-Colo.
Nella stagione 1974 passa ai campioni in carica dell'Huracán, con cui ottiene il terzo posto nel gruppo finale del Campionato Metropolitano.  Nella stessa stagione con il suo raggiunge il terzo posto delle semifinali del Gruppo 1 nella Coppa Libertadores 1974.
Dal 1975 al 1977 si trasferisce in Cile per giocare nell'O'Higgins.  Nel 1977 torna in patria per giocare nel San Lorenzo, club con cui non esordirà mai in una competizione ufficiale a causa della rottura di tibia e perone, infortunio che lo costringerà al ritiro dall'attività agonistica.

#### Nazionale
Nel 1967 viene convocato nell'Argentina Under-19, con cui vince il Campionato sudamericano di calcio Under-19 svoltosi ad Asunción, Paraguay.
Martínez fu convocato nello stesso anno nella nazionale olimpica Argentina per i V Giochi Panamericani, disputatisi a Winnipeg, Canada.

### Allenatore
Ebbe la sua prima esperienza come allenatore nelle vesti di assistente di Juan Carlos Giménez al Ferro Carril Oeste, tra il 1972-1973.
Ritiratosi dall'attività agonistica allenò le giovanili del Racing Club e poi passò al San Martín di San Miguel de Tucumán.
Tra il 1989 ed il 1995 guidò in tre occasioni separate il Racing Club.
Ha guidato l'Huracán in due periodi separati tra il 2008 ed il 2009.

## Palmarès

### Competizioni nazionali
- American Soccer League: 1

Washington Darts: 1968

### Competizioni internazionali
- Coppa Libertadores: 1

Independiente: 1973